# Noah Hershkowitz
Noah Hershkowitz (* 16. August 1941 in New York City; † 13. November 2020) war ein US-amerikanischer Physiker, der sich mit Plasmaphysik beschäftigte.

## Werdegang
Hershkowitz studierte am Union College in New York (Bachelor 1962) und wurde 1966 an der Johns Hopkins University in Physik promoviert. Danach war er Instructor an der Johns Hopkins und ab 1967 Assistant Professor und später Professor an der University of Iowa. 1981 wurde er Professor an der University of Wisconsin–Madison, wo er zuletzt Irving Langmuir Professor Emeritus of Engineering Physics war. 1974/75 war er Gastprofessor an der University of California, Los Angeles und 1980/81 an der University of Colorado at Boulder. 
Neben der Forschung über Niedrig-Temperatur-Plasmen befasste er sich auch mit vielen anderen Themen der Plasmaphysik, auch magnetisch eingeschlossene Plasmen für die Fusionsforschung (Tokamaks, Spiegelmaschinen) und Solitonen in Plasmen.
Seit 1981 war er Fellow der American Physical Society und der IEEE. 2004 erhielt er mit Valery Godyak den James-Clerk-Maxwell-Preis für Plasmaphysik für fundamentale Beiträge zur Physik von niedrig-Temperatur Plasmen, einschließlich Radiowellen-Heizung, Physik von Plasmaschichten, Potentialprofile, Diagnostik von Plasmen und industrielle Anwendungen.